# Umělé kamenivo
Umělé kamenivo je stavební materiál sloužící jako specifická náhrada přírodního kameniva. Typickým zástupcem tohoto druhu stavebních hmot je umělé kamenivo keramzit.

## Rozdělení
- Průmyslové odpady – škvára, struska, popílek
- Upravované průmyslové odpady – agloporit, strusková pemza
- Vyráběné – keramzit, perlit, experlit, vermikulit, kavitit

## Keramzit

### Výroba
Keramzit vzhledově připomíná suchý hrách. Vyrábí se při vysokých teplotách – asi 1100 °C – v rotačních pecích ze speciálních třetihorních cyprisových jílů, které získaly název podle obsahu zkamenělého vodního korýše – skořepatce rodu Cypris angusta. Jíl je dopraven k hrubé úpravě – drcení na kladivovém drtiči a mletí – zjemňování na kolovém a válcovém mlýně. Následně dochází k homogenizaci na dvouhřídelové míchačce. Vypálením a expanzí zvětší svůj objem 3 až 3,5krát. Rotací se získává výhodný kulatý tvar, čímž připomíná malé valouny. Má zvláštní vnitřní pórovitou strukturu, která se výrazně liší od povrchu. Jeho barva bývá obvykle hnědá, hnědočervená, u některých druhů i hnědošedá. Jedná se o nehořlavý materiál (odolává žáru až do výše výrobní teploty) a plně mrazuvzdorný a voděodolný. To jej předurčuje pro další využití ve stavebnictví – ozelenění střech (a zlepšení tepelné izolace), zásyp krytiny ploché střechy, zásypy dřevěných trámových stropů, podsyp pod podlahové desky, v kořenových nebo biologických čističkách, drenáž pro odvod dešťové vody atd., zahradnictví, hobby a v dalších oborech.

### Technické údaje o vlastnostech
Rozměry kameniva jsou typicky 1–14 mm. Tepelný odpor R>10m².K/W na metr, U=0,1W/m².K na metr.
Vysvětlivky: Tepelný odpor R = d / λ (m².K.W−1) d – tloušťka materiálu (m), λ – Součinitel tepel. vodivosti materiálu. Zde je λ = 0,10–0,12. Součinitel prostupu tepla je U=1/R.
Objemová hmotnost keramzitového kameniva se pohybuje od 275 do 950 kg/m³ u sypaného materiálu, u zrna samotného pak 550–1825 kg/m³.
Firma Lias Vintířov vyrábí keramzit s pevností až 4,3 MPa.

### Využití
Ve stavebnictví se využívá jako sypané kamenivo pro obsypy střech, rozvodů nebo potrubí a nebo při výrobě lehčených betonů. Tyto betony mají výborné izolační a pevnostní parametry a používají se pro výrobu prefabrikovaných dílců. Z lehčeného betonu z keramzitu se vyrábí i zdící prvky pro obvodové zdivo, většinou s vnitřní izolační vložkou. Přidáním vnitřní izolace dojde k vytvoření zdícího bloku tak teplého, že jej není nutné zateplovat a vyhoví pasivnímu standardu. Keramzitbetony jsou také 1,5 až 3× lehčí než běžné betony a jsou často využívané při rekonstrukcích kvůli nižšímu zatěžování stávajících konstrukcí.
V zahradnictví lze keramzit použít pro hydroponické nebo dekorační účely. I přes umělou výrobu je keramzit ekologický materiál, který se v přírodě rozloží nebo jej lze snadno recyklovat. Tento materiál je také vhodný k zimním posypům. Na rozdíl od běžně používané soli se nevsakuje do země (a následně neškodí podzemním vodám) a lze jej snadno zamést a použít opakovaně.

## Galerie

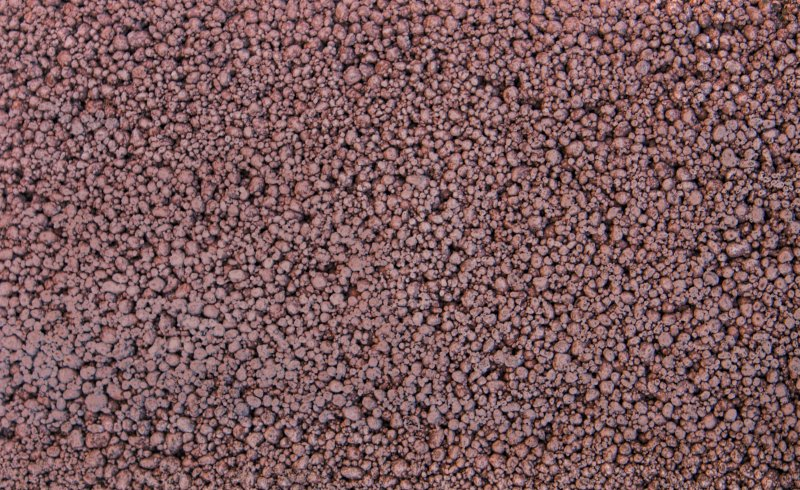
Hotblok – struktura keramzitu
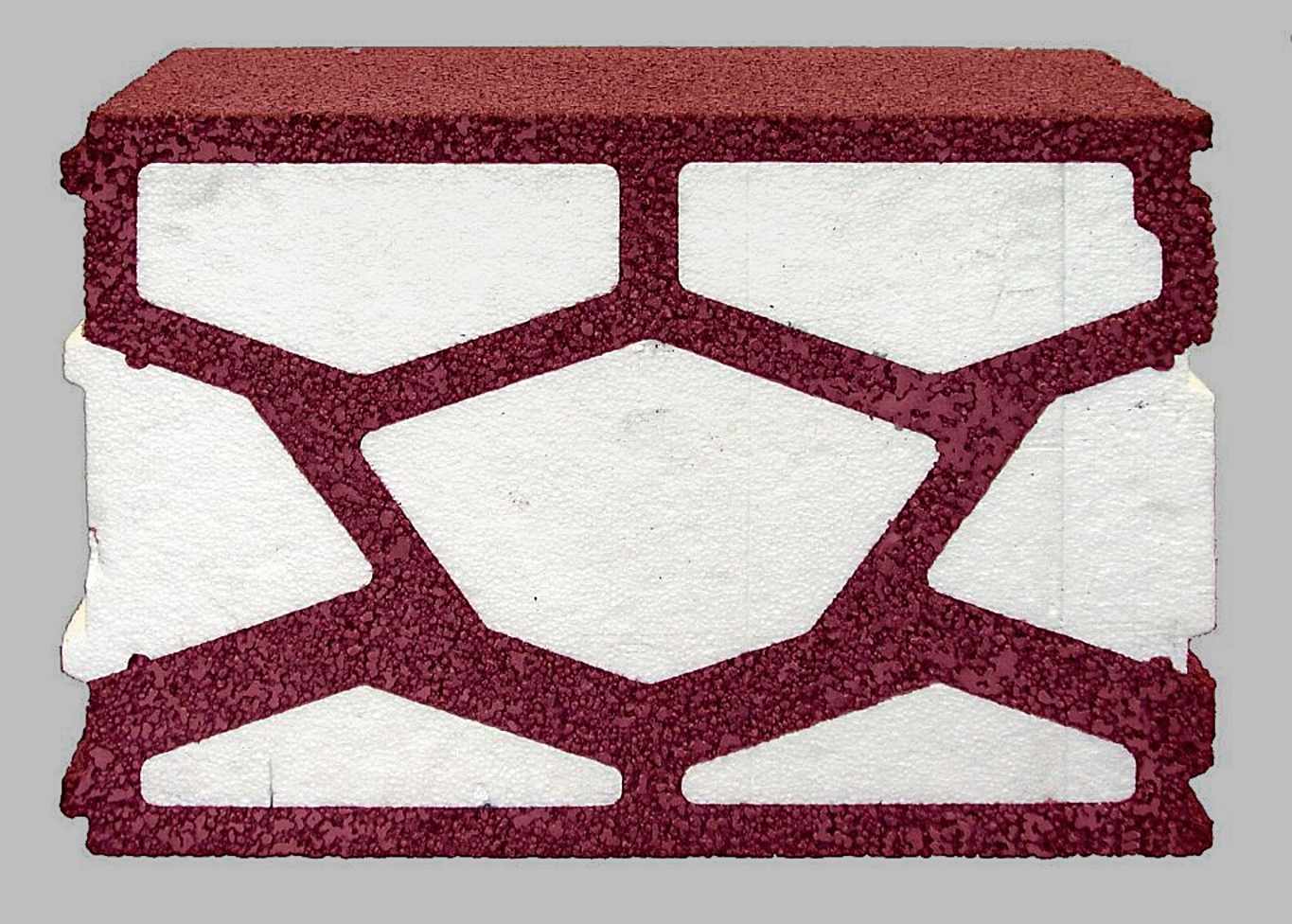
Hotblok
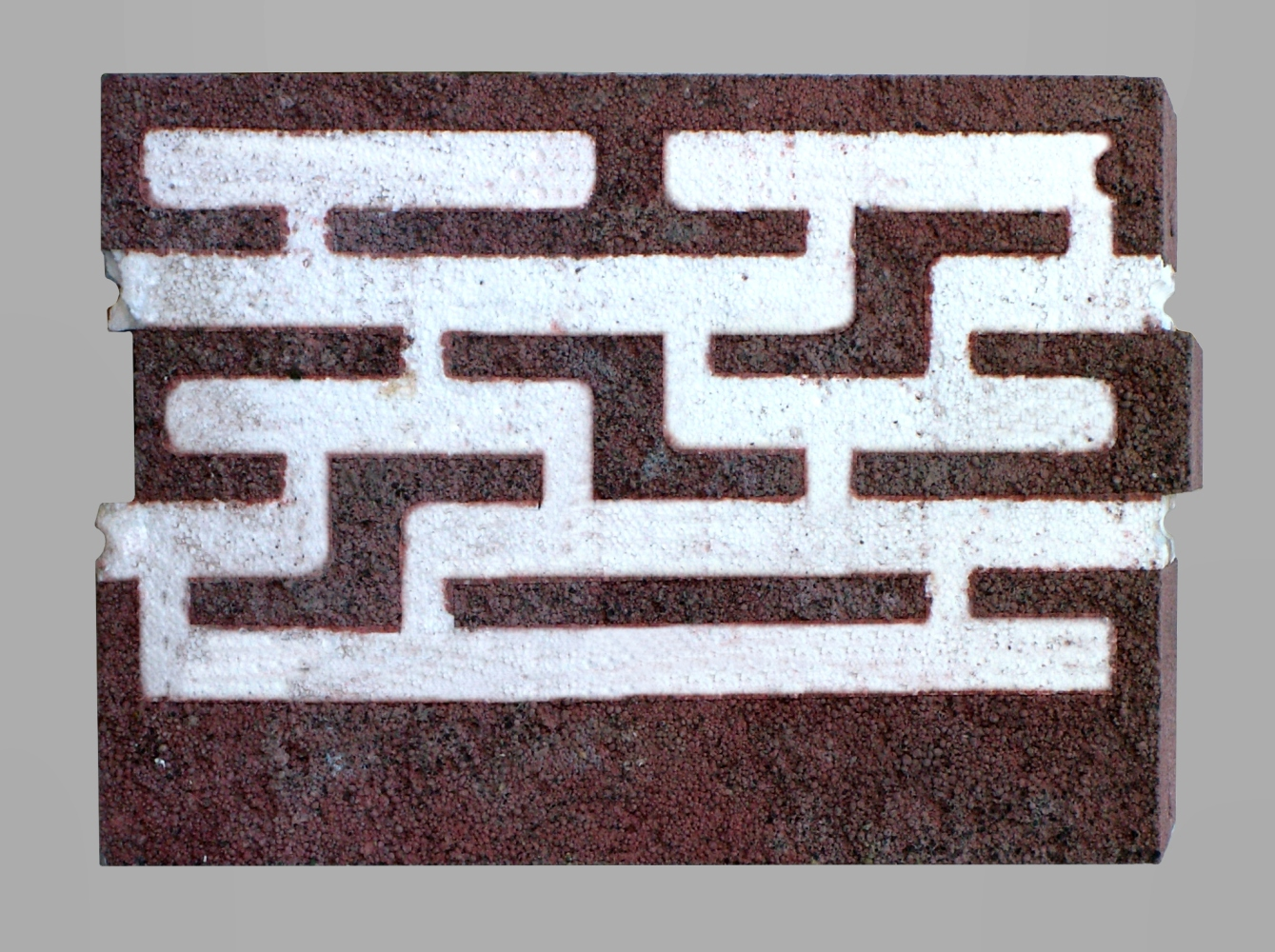
Gtblok červený
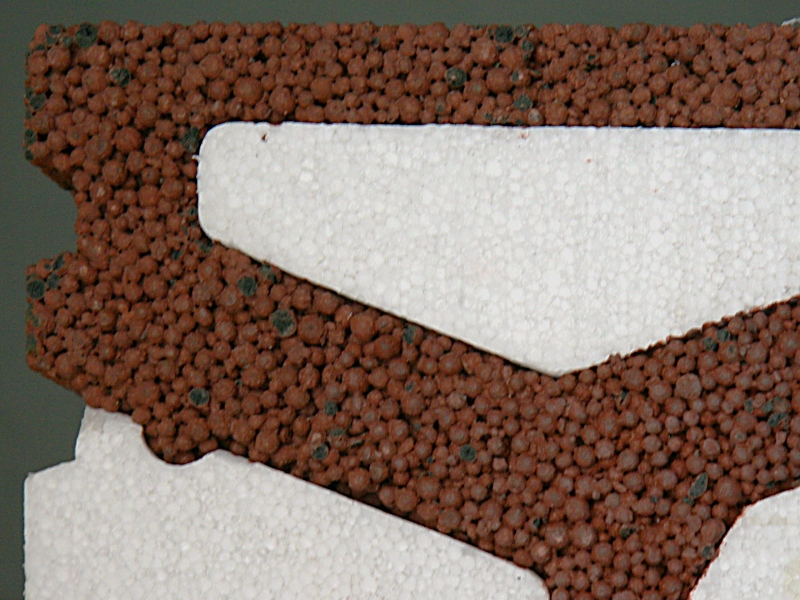
Hotblok Detail